# Christopher Young
Pour les articles homonymes, voir Young.
Christopher Young est un compositeur américain de musiques de films, né le 28 avril 1958 à Red Bank, dans le New Jersey (États-Unis). Il est reconnu pour sa maîtrise du style avant-gardiste des compositeurs contemporains du XXe siècle, de Béla Bartók à Krzysztof Penderecki. Il est passé maître dans les musiques de films d'horreur ou d'épouvante, tout en s'imposant régulièrement dans des films plus intimistes et dramatiques (Meurtre à Alcatraz) ou grand public (Spider-Man 3). En 2023, il enregistre une partition inédite, Nosferatu, a symphony of horror pour le film Nosferatu le vampire réalisé par Friedrich Wilhelm Murnau sorti en 1922.

## Filmographie

### Comme compositeur

#### Cinéma

##### Années 1980
- 1982 : The Dorm That Dripped Blood (en) de Stephen Carpenter et Jeffrey Obrow
- 1984 : Highpoint (en) de Peter Carter
- 1984 : La Force (en) (The Power) de Stephen Carpenter et Jeffrey Obrow
- 1984 : The Oasis de Sparky Greene
- 1985 : La Vengeance de l'ange (en) (Avenging Angel) de Robert Vincent O'Neill
- 1985 : Def-Con 4 (en) de Paul Donovan
- 1985 : Les Guerriers du futur (Wheels of Fire) de Cirio H. Santiago
- 1985 : Barbarian Queen (en) d'Héctor Olivera
- 1985 : Les Magiciens du royaume perdu (en) (Wizards of the Lost Kingdom) de Héctor Olivera
- 1985 : La Revanche de Freddy (A Nightmare On Elm Street Part 2: Freddy's Revenge) de Jack Sholder
- 1986 : Getting Even (en) de Dwight H. Little
- 1986 : Torment de Samson Aslanian et John Hopkins
- 1986 : L'invasion vient de Mars (Invaders from Mars) de Tobe Hooper
- 1986 : Trick Or Treat de Charles Martin Smith
- 1987 : Le Pacte (Hellraiser) de Clive Barker
- 1987 : Flowers in the Attic de Jeffrey Bloom (en)
- 1988 : Allo, je craque (The Telephone) de Rip Torn
- 1988 : Air Force Bat 21 (Bat*21) de Peter Markle
- 1988 : Un été en enfer (Haunted Summer) d'Ivan Passer
- 1988 : Hellraiser 2 (Hellraiser : Hellbound) de Tony Randel
- 1989 : La Mouche 2 (The Fly II) de Chris Walas
- 1989 : L'Indésirable (Hider in the House) de Matthew Patrick
- 1989 : Vietnam War Story: The Last Days (segments Last Outpost de Luis Soto et The Dirty Work de David Burton Morris)

##### Années 1990
- 1990 : Barbarian Queen II: The Empress Strikes Back de Joe Finley (vidéo)
- 1991 : Bright Angel de Michael Fields
- 1992 : Psychose meurtrière (The Vagrant) de Chris Walas
- 1992 : Rapid Fire de Dwight H. Little
- 1992 : Jennifer 8 (Jennifer Eight) de Bruce Robinson
- 1993 : La Part des ténèbres (The Dark Half) de George A. Romero
- 1994 : Une épouse trop parfaite (Dream Lover) de Nicholas Kazan
- 1994 : Consentement judiciaire (en) (Judicial Consent) de William Bindle
- 1995 : Meurtre à Alcatraz (Murder in the First) de Marc Rocco
- 1995 : Tales from the Hood (en) de Rusty Cundieff
- 1995 : La Mutante (Species) de Roger Donaldson
- 1995 : Programmé pour tuer (Virtuosity) de Brett Leonard
- 1995 : Copycat de Jon Amiel
- 1996 : Mémoires suspectes (Unforgettable) de John Dahl
- 1996 : Le Prix à payer (Set It Off) de F. Gary Gray
- 1996 : Petits meurtres entre nous (Head Above Water) de Jim Wilson
- 1997 : Meurtre à la Maison-Blanche (Murder at 1600) de Dwight H. Little
- 1997 : L'Homme qui en savait trop... peu (The Man Who Knew Too Little) de Jon Amiel
- 1998 : Pluie d'enfer (Hard Rain) de Mikael Salomon
- 1998 : Du venin dans les veines (Hush) de Jonathan Darby
- 1998 : Les Joueurs (Rounders) de John Dahl
- 1998 : Judas Kiss de Sebastian Gutierrez
- 1998 : Urban Legend de Jamie Blanks
- 1999 : Haute Voltige (Entrapment) de Jon Amiel
- 1999 : Gangsta Cop (In Too Deep) de Michael Rymer
- 1999 : The Big Kahuna de John Swanbeck
- 1999 : Hurricane Carter (The Hurricane) de Norman Jewison

##### Années 2000
- 2000 : Wonder Boys de Curtis Hanson
- 2000 : L'Élue (Bless the Child) de Chuck Russell
- 2000 : Intuitions (The Gift) de Sam Raimi
- 2001 : Sweet November de Pat O'Connor
- 2001 : Opération Espadon (Swordfish) de Dominic Sena
- 2001 : La Loi des armes (Scenes of the Crime) de Dominique Forma
- 2001 : La Prison de verre (The Glass House) de Daniel Sackheim
- 2001 : Bandits de Barry Levinson
- 2001 : Terre Neuve (The Shipping News) de Lasse Hallström
- 2002 : Les Country Bears (The Country Bears) de  Peter Hastings
- 2003 : Fusion (The Core) de Jon Amiel
- 2003 : Le Maître du jeu (Runaway Jury) de Gary Fleder
- 2003 : Les Maîtres du jeu (Shade) de Damian Nieman
- 2004 : The Devil and Daniel Webster d'Alec Baldwin
- 2004 : The Grudge de Takashi Shimizu
- 2005 : Beauty Shop de Bille Woodruff
- 2005 : L'Exorcisme d'Emily Rose (The Exorcism of Emily Rose) de Scott Derrickson
- 2006 : The Grudge 2 de Takashi Shimizu
- 2006 : Dark Ride (en) de Craig Singer (thème principal)
- 2007 : Ghost Rider de Mark Steven Johnson
- 2007 : Spider-Man 3 de Sam Raimi
- 2007 : Lucky You de Curtis Hanson
- 2008 : Sleepwalking de Bill Maher
- 2008 : Intraçable (Untraceable) de Gregory Hoblit
- 2008 : Informers (The Informers) de Gregor Jordan
- 2008 : Les Intrus (The Uninvited) de Charles et Thomas Guard
- 2009 : Jusqu'en enfer (Drag Me To Hell) de Sam Raimi
- 2009 : Création (The True Story Of Charles Darwin) de Jon Amiel
- 2009 : Coup de foudre à Seattle (Love Happens) de Brandon Camp

##### Années 2010
- 2010 : C'était à Rome (When in Rome) de Mark Steven Johnson
- 2010 : Gone with the Pope (en) de Duke Mitchell
- 2010 : The Black Tulip (en) de Sonia Nassery Cole
- 2011 : Priest de Scott Stewart
- 2011 : Rhum express (The Rum Diary) de Bruce Robinson
- 2012 : Sinister de Scott Derrickson
- 2012 : The Tower de Kim Ji-hoon
- 2012 : The Baytown Outlaws de Barry Battles
- 2012 : Scary or Die de Bob Badway, Michael Emanuel, et Igor Meglic
- 2013 : Face à face (Killing Season) de Mark Steven Johnson
- 2013 : Gods Behaving Badly de Marc Turtletaub
- 2013 : A Madea Christmas de Tyler Perry
- 2014 : The Monkey King (Xi you ji: Da nao tian gong) de Soi Cheang
- 2014 : Le Club des mères célibataires (en) (The Single Moms Club) de Tyler Perry
- 2014 : Délivre-nous du mal (Deliver Us from Evil) de Scott Derrickson
- 2016 : The Monkey King 2 (Xi you ji zhi: Sun Wukong san da Baigu Jing) de Soi Cheang
- 2018 : One by One de Jeffrey Obrow
- 2019 : Simetierre (Pet Sematary) de Kevin Kölsch et Dennis Widmyer

##### Années 2020
- 2020 : The Empty Man de David Prior
- 2023 : L'Emprise du démon (The Offering) de Oliver Park
- 2023 : The Piper de Erlingur Thoroddsen
- 2023 : Nosferatu, a symphony of horror partition inédite pour le film muet Nosferatu le vampire de Friedrich Wilhelm Murnau[2]

#### Télévision

##### Séries télévisées
- 1985 : La Cinquième Dimension (The Twilight Zone) (épisode : A Small Talent for War, A Matter of Minutes)
- 1987 : Vietnam War Story
- 2020 : 50 States of Fright
- 2022 : Le Cabinet de curiosités de Guillermo del Toro (Guillermo del Toro's Cabinet of Curiosities) (série TV) - 1 épisode

##### Téléfilms
- 1987 : American Harvest de Dick Lowry
- 1987 : U-Boats: The Wolfpack (documentaire)
- 1990 : Max et Hélène (Max and Helen) de Philip Saville
- 1990 : Last Flight Out de Larry Elikann
- 1996 : Norma Jean and Marilyn de Tim Fywell
- 2001 : Tous les biens de la terre (All That Money Can Buy ou The Devil and Daniel Webster) d'Alec Baldwin
- 2001 : The Warden de Stephen Gyllenhaal
- 2003 : Tilbage til Bagdad de Jacob Adrian Mikkelsen
- 2004 : La Création de Dieu (Something the Lord Made) de Joseph Sargent

#### Courts métrages
- 2005 : When Chucky Became Mary de Kvon Chen
- 2013 : Saving Norman de Hanneke Schutte
- 2013 : The Smile Man d'Anton Lanshakov
- 2013 : Love's Routine de Shirlyn Wong
- 2019 : Fanboy de Gillian Greene

#### Jeux vidéo
- 2009 : The Saboteur
- 2017 : Wilson's Heart

### Comme acteur
- 2009 : Jusqu'en enfer : un piéton
- 1989 : Houseboat Horror : Norm